# Pseudagris albicauda
Pseudagris albicauda är en stekelart som beskrevs av Schulthess 1923. Pseudagris albicauda ingår i släktet Pseudagris och familjen Eumenidae. Inga underarter finns listade i Catalogue of Life.